# Старый Сынташ
Старый Сынташ (баш. Иҫке Һынташ) — деревня в Благоварском районе Республики Башкортостан Российской Федерации. Входит в состав Кучербаевского сельсовета. 

## География

### Географическое положение
Расстояние до:
- районного центра (Языково): 39 км,
- центра сельсовета (Сынташтамак): 4 км,
- ближайшей ж/д станции (Благовар): 45 км.

## Население
| 2002 | 2009 | 2010 |
| ---- | ---- | ---- |
| 47   | ↘45  | ↘37  |

Согласно переписи 2002 года, преобладающие национальности — башкиры (70 %), татары (28 %).